# 제임스 드러리

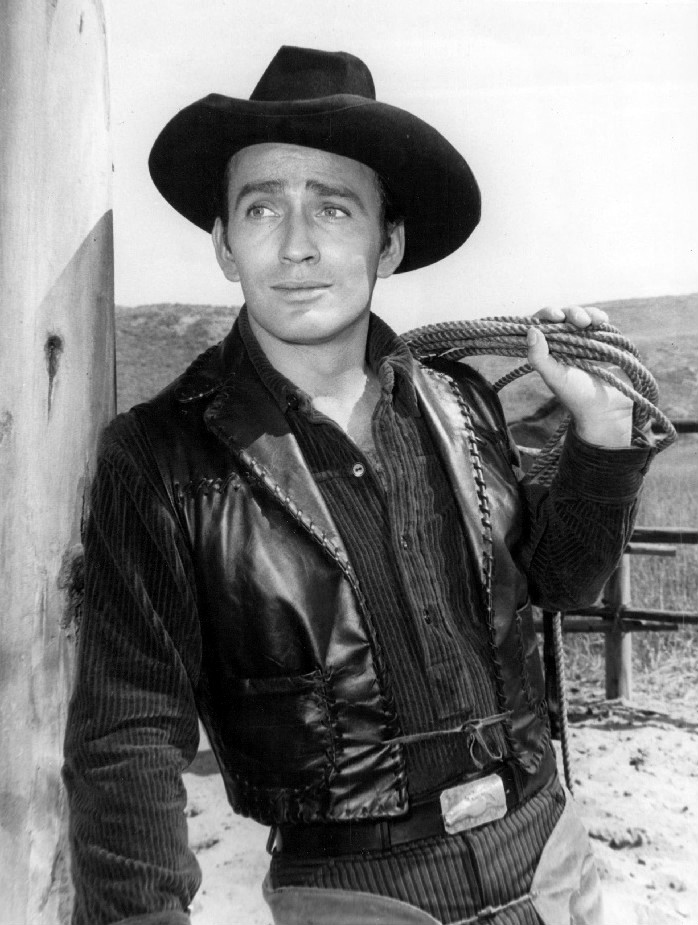

제임스 드러리(James Child Drury Jr., 1934년 4월 18일 ~ 2020년 4월 6일)는 미국의 배우, 텔레비전 배우, 영화배우, 사업가이다.
뉴욕에서 태어났으며 휴스턴에서 사망하였다.

## 영화
- 헬 투 페이 (2005년)
- 시티 레인져 (1993년)
- 도박사 4 (1991년)
- 파이어하우스 (1973년)
- 원한의 총탄 (1971년)
- 하오의 결투 (1962년)
- Pollyanna (1960년)
- 굿 데이 포 어 행잉 (1959년)
- 최후의 포장마차 (1956년)
- 러브 미 텐더 (1956년)
- 금지된 세계 (1956년)
- 딜론 보안관 (1955년)
- 텐더 트랩 (1955년)
- 사랑하거나 떠나거나 (1955년)